# Hungarian GastroCellar
A Hungarian GastroCellar (korábban Pálinka Experience Budapest) budapesti étterem és rendezvényközpont, amely a magyar gasztronómia és hungarikumok emlékeit és értékeit mutatja be. Az intézmény egy vendéglátóegység és egy látógatóközpont keverékeként működik a korábbi múzeumi tapasztalatokra építkezve; célja bemutatni a legfontosabb magyar gasztronómiai értékeket. Önálló épülete nincs, a Király utca 20. szám alatti műemlékileg védett épület pincéjében üzemel. Az épület 1840 körül épült Kollerich Pál tervei alapján, majd III. emelete Gottgeb Antal tervei alapján került ráépítésre 1867-ben. Az épület teljes felújításon esett át 2012-ben.

## Története

### Alapítás, kezdetek (2017-2023)
2015-ben Almási Gábor alapító ismerte fel a pálinkának szentelt külön múzeum és kóstolótér hiányát a fővárosban. Két éves előkészítő, gyűjtő és kóstoló munkát követően 2017-ben Almási többedmagával nyitotta meg a Pálinka Museum Shop Bar-t a jelenlegi helyén. A Covid-19 járványt megelőzően vásárolta be magát a Hungária Group a távozó korábbi üzlettársak helyére. A járványt követően a múzeumot újrabrandelték, immáron Pálinka Experience néven találták meg az érdeklődők az egységet.
A Pálinka Experience különlegessége a kifejezetten a hungarikum röviditalnak szentelt interaktív kiállítás és a fővárosban páratlan, több, mint 120 tételből álló pálinka szortiment volt. A munkatársak mind speciális pálinka kóstoló képzést kaptak, hogy hitelesen tudjanak kommunikálni az italról. A tulajdonosok célja a Pálinka, mint a világon egyedülálló ital bemutatása volt a szélesebb közönségnek, úgy magyaroknak, mint a Budapestre látogató külföldi és külhoni turistáknak.

### Átalakítás, névváltás (2024-)
A pálinka nemzetközi ismertségének és a megfelelő marketingtámogatásnak, illetve a hely relatíve kicsi befogadóképessége miatt a tulajdonosok 2023-ban az átalakítás mellett döntöttek. Az immáron GastroCellar néven újranyitó egység 2024. júniusától 2024. júliusáig tartó átalakítása során a különálló terek egybenyitásra kerültek, az önálló múzeum megszűnt és a fókusz kiszélesedett. Az új cél a teljes magyar gasztronómia legkiválóbb részeinek részletesebb megismertetése interaktív eszközökkel. A vendégek "assisted tasting" jellegű bor-, pálinka-, illetve szörp & lekvár kóstolókból választhatnak, amelyeket tradicionális magyar ételek (pl. gulyásleves, marhapörkölt, töltött káposzta, stb.) kísérhetnek.

A GastroCellar jelenleg egy több, mint 50 borból, 30 pálinkából, hazai sörökből, kézműves szörpökből és tradicionális, magyar ételekből álló szortimenttel rendelkezik. A kóstolósorokat kipróbálni vágyók 3, 5, és 7 tételes borkóstolók, egy 5 tételes pálinkakóstoló és 3, illetve 5 tételes kézműves szörp- és lekvárkóstolóból válogathatnak kedvükre.

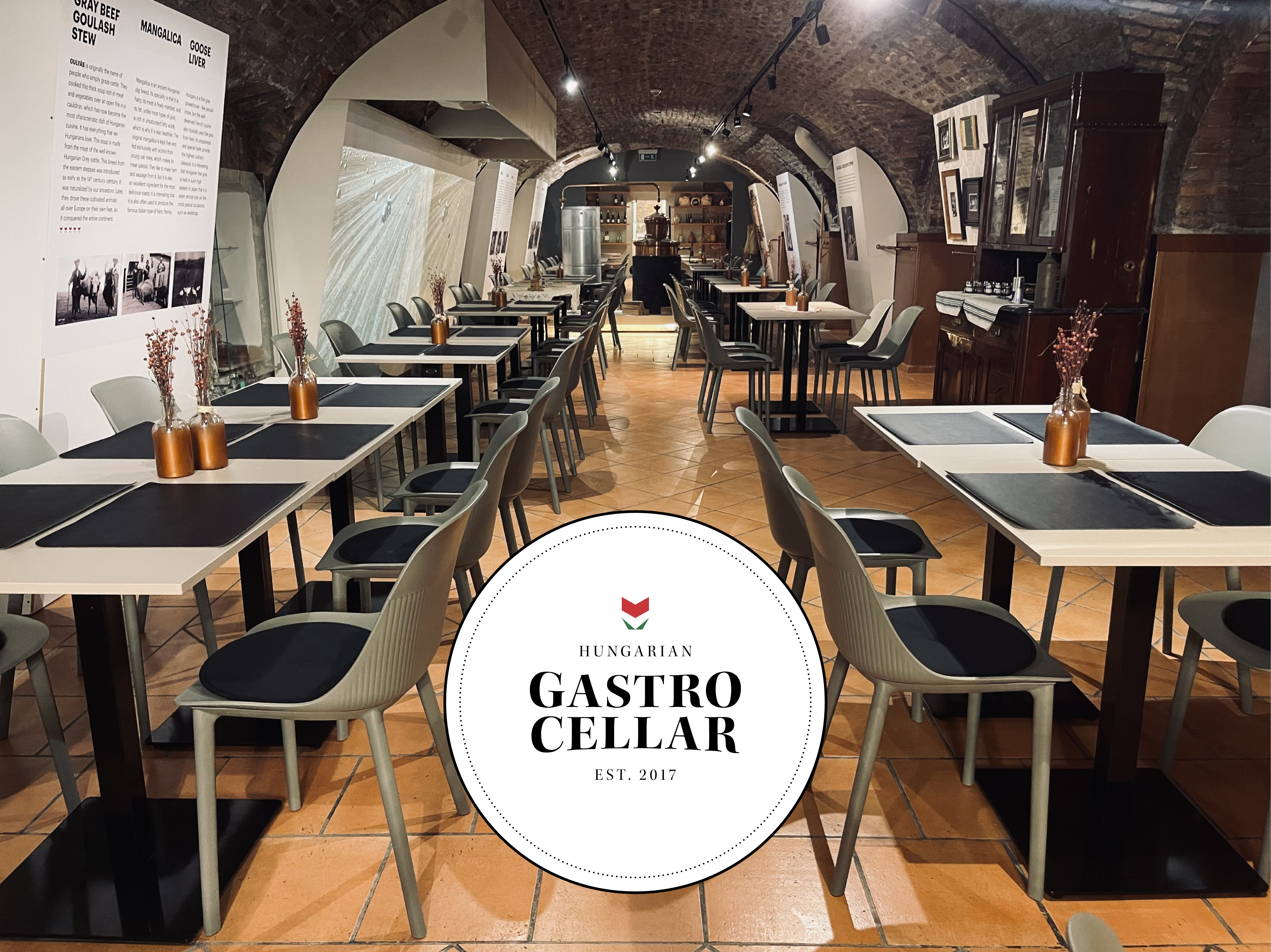
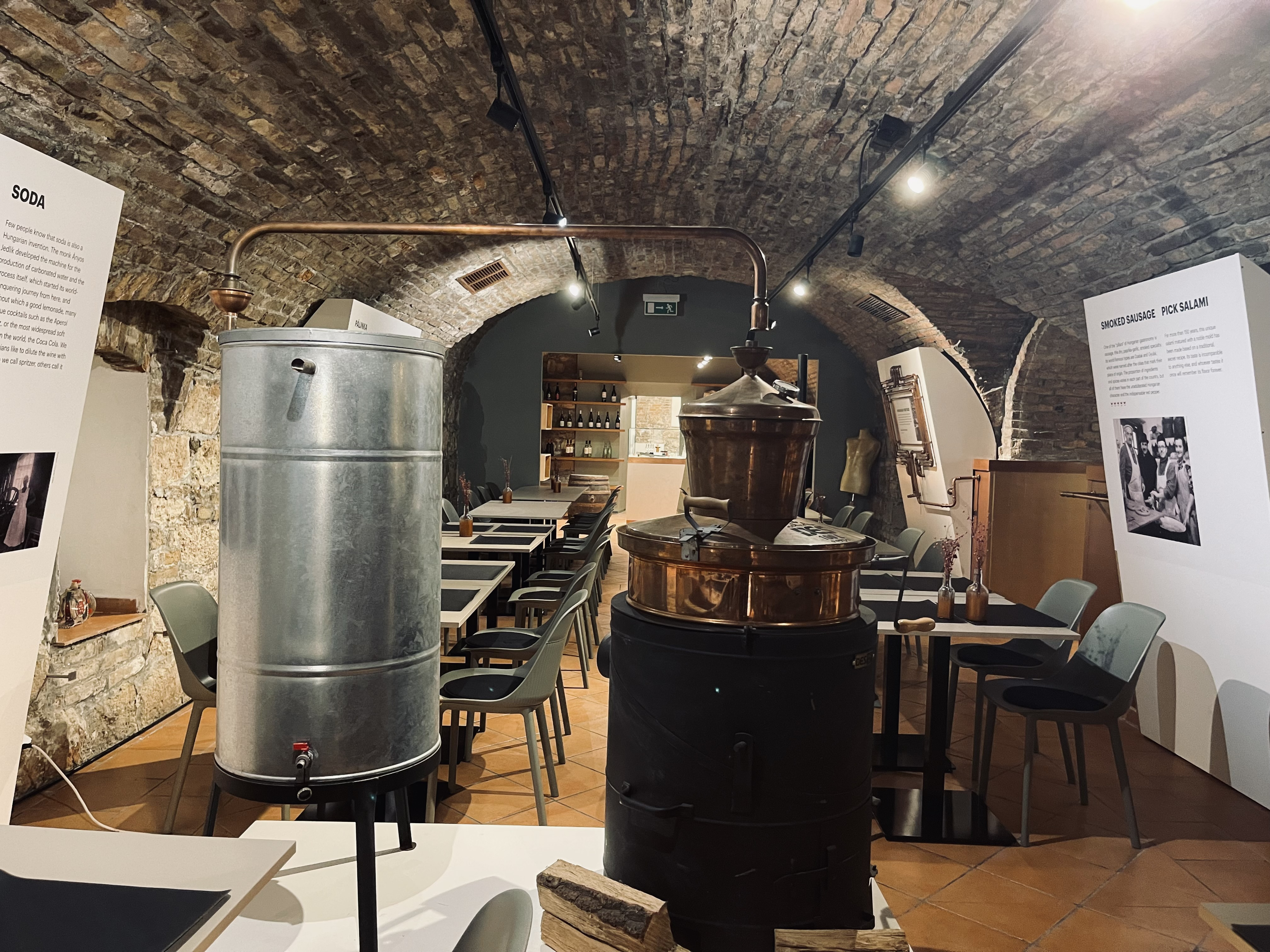
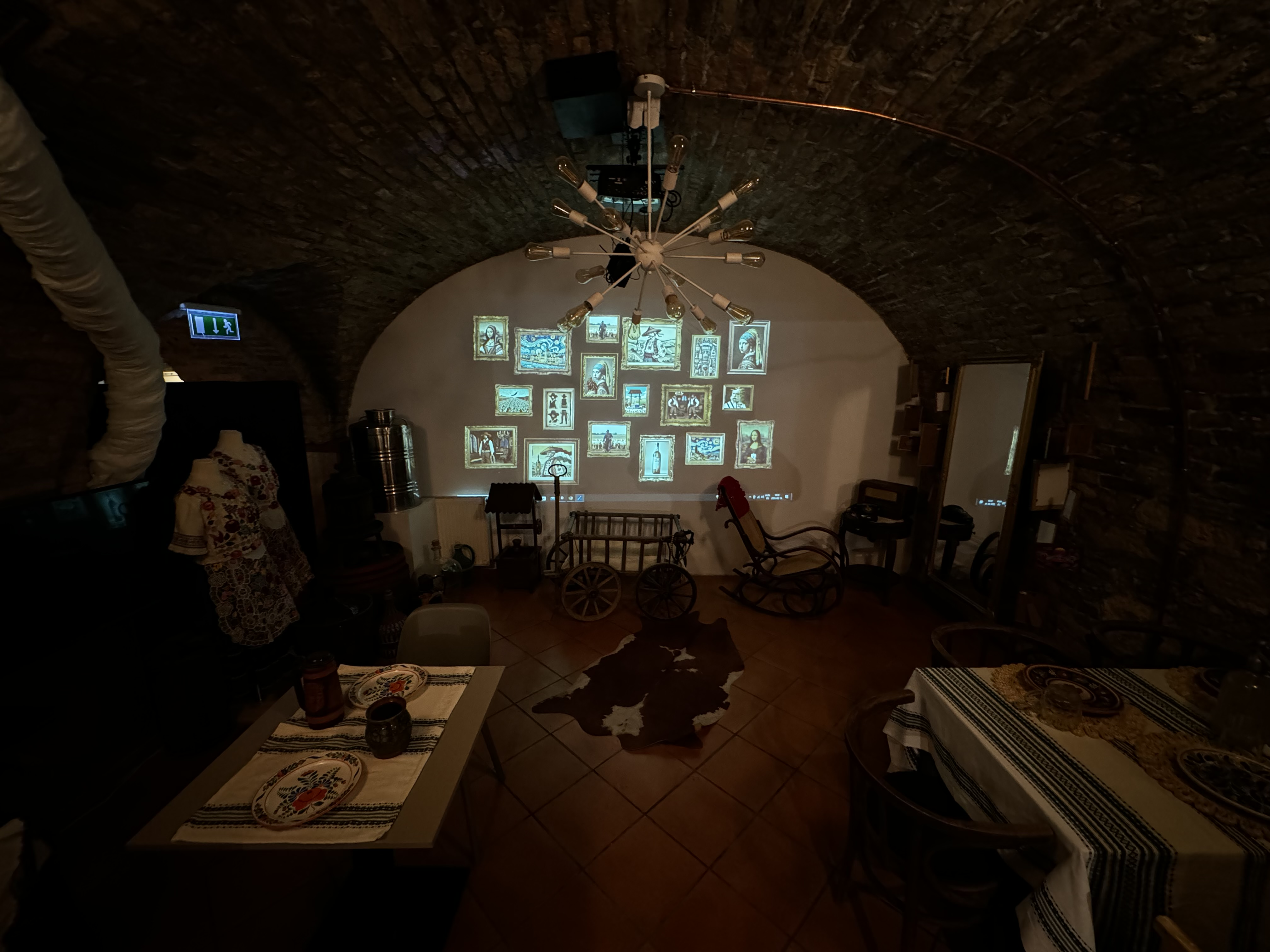
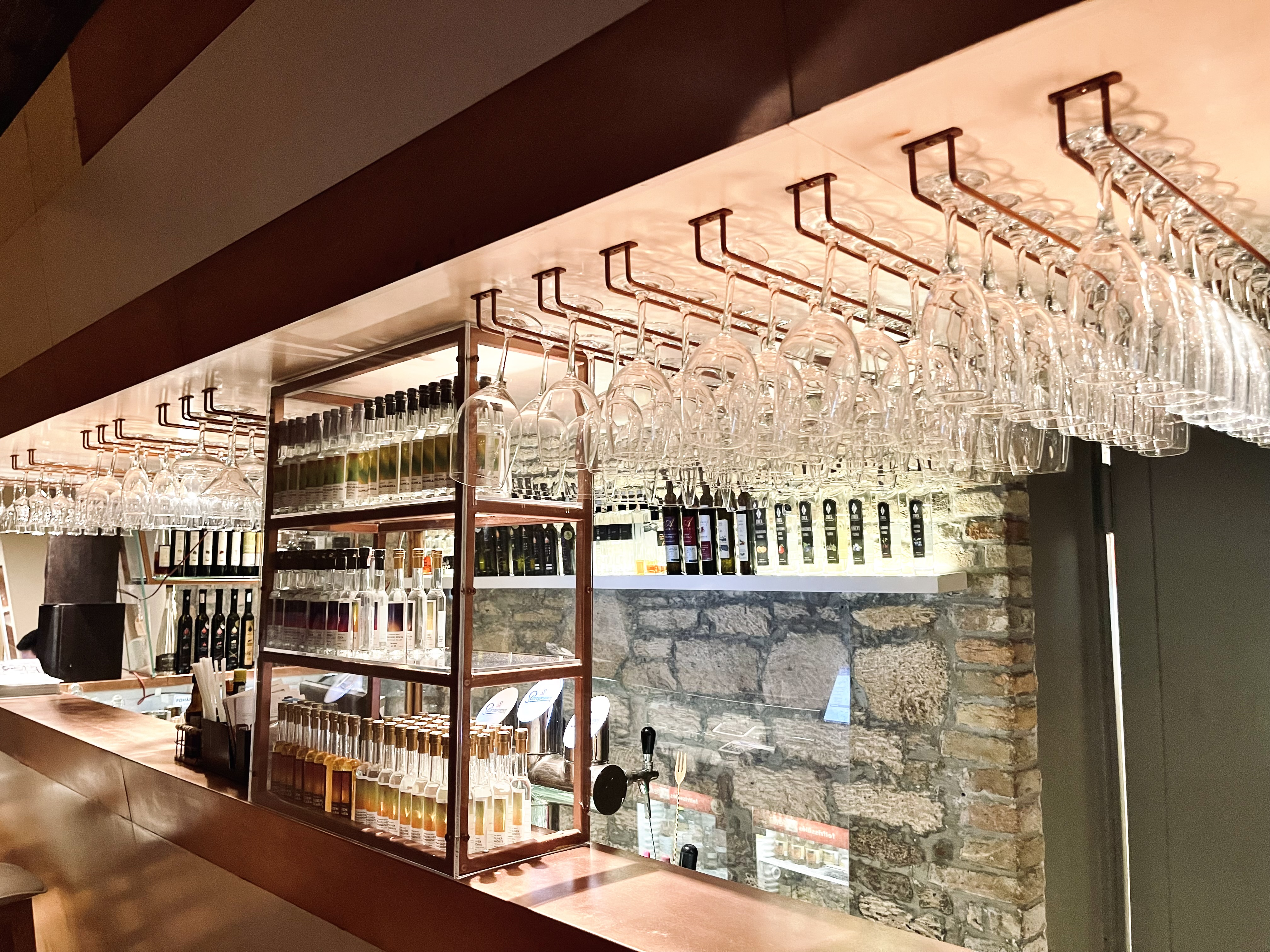
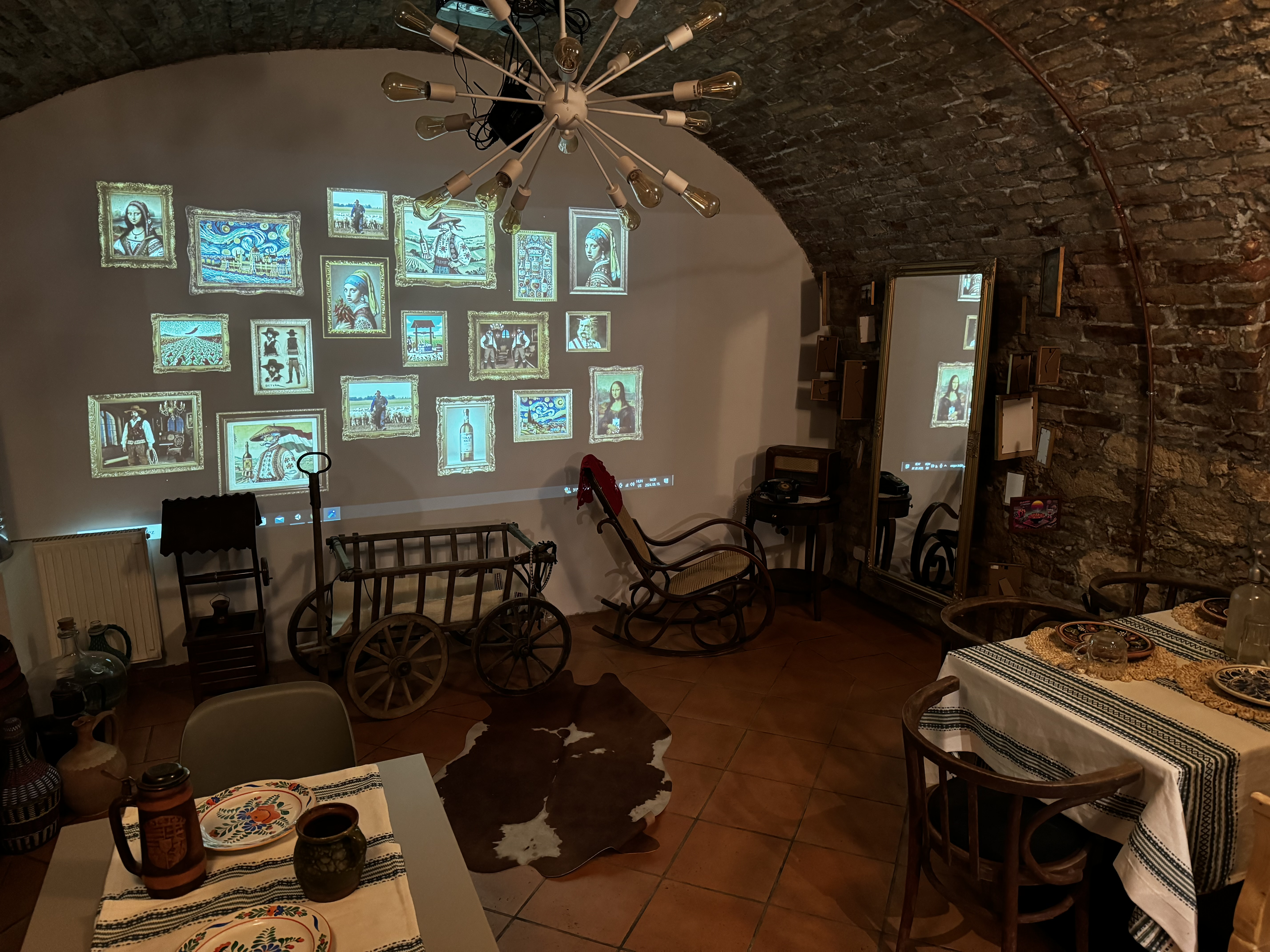

"Hisszük, hogy egy nép a konyháján keresztül ismerhető meg igazán. Egy kultúrát a gasztronómiája éppúgy jellemez, mint a zenei művei, irodalmi alkotásai vagy szépművészete. Minden egyes itt kínált étel és ital mögött ott van egy történet – valamennyi Magyarországról szól. Arról, hogy miként éljük és élvezzük az életet."

## Termékek és szolgáltatások
A GastroCellar a helyszíni értékesítésen túl foglalkozik saját termékek forgalmazásával is. Az cég történetére alapozva állítja, hogy a magyar pálinka egyik legszéleskörűbb ismeretével rendelkezik, így saját pálinka válogatást forgalmaznak, ahol saját palackokba kerülnek az általuk legkiválóbbnak minősített főzdék párlatai. A kitelepüléses bor- és pálinka kóstolók ugyancsak megtalálhatóak a cég kínálatában.

###### Étterem
Éttermünk a magyaros gasztronómia elkötelezett híveként autentikus és ínycsiklandó fogásokkal várja vendégeit, hogy átélhessék Magyarország kulináris örökségét. Kiváló séfjeink hagyományos receptek alapján készítik el az ételeket, mint a töltött káposzta, a pörkölt és a gulyásleves, melyekhez friss, helyi alapanyagokat használunk. Borkínálatunkban megtalálhatóak Magyarország legjobb borvidékeiről származó borok, míg pálinkáink a legkiválóbb gyümölcsökből készülnek. Barátságos és családias légkörünk, valamint a magyar népi motívumokkal díszített belső tér tökéletes helyszínt biztosít egy felejthetetlen étkezési élményhez. Éttermünk célja, hogy minden vendégünk megismerje és megszeresse a magyar konyha gazdagságát és sokszínűségét.

###### Kóstolás
A magyaros italokat bemutató kóstoló programunkon a résztvevők felfedezhetik hazánk gazdag italválasztékát, amely a pálinkáktól a borokig és a kézműves sörökig terjed. Az esemény során szakértőink mesélnek a különböző italok történetéről, készítési folyamatáról és jellegzetességeiről, miközben a vendégek megkóstolhatják a legkiválóbb termékeket. A program egy autentikus magyaros vacsorával zárul, ahol a kiválasztott italok tökéletesen kiegészítik a hagyományos fogásokat. Célunk, hogy minden résztvevő különleges élményekkel és új ismeretekkel gazdagodjon, miközben megismeri Magyarország ízeit és kulturális örökségét.

###### Rendezvény
Éttermünk különleges rendezvényszervezési lehetőségeket kínál mindazok számára, akik szeretnék megismerni a magyaros gasztronómia gazdagságát és sokszínűségét. Legyen szó céges vacsoráról, családi ünnepségről vagy baráti összejövetelről, tapasztalt csapatunk gondoskodik arról, hogy minden esemény emlékezetes legyen. A vendégek megkóstolhatják a legfinomabb hagyományos ételeket, mint a gulyás, a töltött káposzta és a somlói galuska, melyekhez kiváló magyar borokat és pálinkákat kínálunk. Az autentikus díszítés, a barátságos légkör és a zenei programok biztosítják, hogy mindenki átélhesse Magyarország vendégszeretetét és kulináris örökségét.
A Dunszt prémium lekvárok és szörpök ugyancsak a Hungária Group cégcsoport érdekeltségébe tartozó termékek, amelyek szerves részét képezik a GastroCellar kínálatának. A Dunszt termékek széleskörűen elérhetőek kiskereskedelmi forgalomban.

## Elismerések, média megjelenések
- TripAdvisor Travelers' Choice Awards 2020 Winner[5]
- TripAdvisor Travelers' Choice Awards 2021 Winner[5]
- TripAdvisor Travelers' Choice Awards 2022 Winner[5]
- TripAdvisor Travelers' Choice Awards 2023 Winner[5]
- TripAdvisor Travelers' Choice Awards 2024 Winner[5]
- The Independent[6]
- PimpMyTrip.it[7]
- RoadAffair.com[8]
- BUDnews[9]
- We <3 Budapest[10]
- Funzine HU[11]
- Funzine EN[12]
- GeekTrips 1.[13]
- GeekTrips 2.[14]
- Wanderlog[15]
- OTP Travel[16]
- TheBetterVacation.com[17]